# Berrien
Berrien é uma comuna francesa na região administrativa da Bretanha, no departamento Finisterra. Estende-se por uma área de 55,83 km². Em 2010 a comuna tinha 938 habitantes (densidade: 16,8 hab./km²).